# Жальгирис (футбольный клуб)
Футбольный клуб «Жа́льгирис» (лит. futbolo klubas „Žalgiris“) — литовский профессиональный футбольный клуб из города Вильнюс. Самый известный литовский клуб советского времени. Основан 16 мая 1947 года.

## Прежние названия
- 1947 — «Динамо»
- 1948—1961 — «Спартак»
- 1962—1989 — «Жальгирис»
- 1990—1992 — ФК «Жальгирис»
- 1993—1994 — «Жальгирис—ЕБСВ»[1]
- 1995—2008 — ФК «Жальгирис»
- 2009—2015 — ВМФД «Жальгирис»[2]
- С 2015 — ФК «Жальгирис»

## История
В высшей лиге чемпионата СССР - с 1953 (кроме 1954-1959, 1963-1982 гг). В чемпионатах в 330 матчах +107=93-130 мячи 349-463.
Самая крупная победа - 5:0 («Нистру» Кишинев — 1983г.)
Самое крупное поражение - 0:7 («Спартак» М — 1953г., ЦСКА и «Зенит» Л — 1962 г.).
Наибольшее число встреч за клуб в чемпионатах СССР провел Сигитас Якубаускас (213).
Лучший бомбардир клуба в чемпионатах — Арминас Нарбековас (51).
Рекордсмен клуба за сезон —  Арминас Нарбековас (1987 г —- 16 мячей).

### 1944—1959
ДСО «Жальгирис» было основано в 1944 году, являлось обществом профсоюзов.
Вильнюсский футбольный клуб был создан в 1947 году с привлечением лучших футболистов из Вильнюса и Каунаса для участия в чемпионате СССР. Созданная команда называлась «Динамо», так как принадлежала одноимённому спортивному обществу. Борьбу в чемпионатах команда начала во второй группе. Команды были поделены по географическим зонам (вильнюсское «Динамо» стартовало в Центральной зоне второй группы). В дебютном для себя сезоне команда заняла 8-е место в подгруппе.
Чемпионат 1948 года в первой группе задумывался как состязание команд всех союзных республик и крупнейших промышленных центров РСФСР и Украинской ССР. По этой причине, вильнюсская команда, перешедшая в этом году под знамёна спортивного общества «Спартак», была переведена в первую группу. 2 мая 1948 начались игры 30-ти команд в 2-х зонах. Однако календаря игр не было, а дальнейшая система матчей вообще объявлена не была. По другим данным, планировалось, что команды проведут игры по системе «каждый с каждым» в один круг. В период со 2 по 12 мая состоялось 30 матчей, 22 из которых были аннулированы в связи с изменением системы розыгрыша. После 30 игр чемпионат продолжили 14 команд (все участники чемпионата 1947 года в первой группе и победитель второй группы). Остальные команды, в том числе и вильнюсский «Спартак», были исключены из Первой группы чемпионата. В первой группе команда успела провести 2 игры, и обе проиграла: 1:5 тбилисским динамовцам и 0:3 ереванским. Год команда доигрывала уже во второй группе, где заняла 4-е место в своей, центральной зоне.
В 1949 году команда заняла призовое 3-е место в центральной зоне. В 1950 снова почётное 3-е место, но уже среди всех команд класса «Б» (вторая группа была переименована в «Класс Б», все подгруппы-зоны объединены в одну). В 1951 относительная неудача — 7-е место.
В 1952 году команда заняла первое место в своей подгруппе. По новой системе распределения команд класса «Б» пришлось отыграть финальный переходный турнир, по итогам которого команда, заняв итоговое 2-е место, получила право играть в элитной лиге советского футбола, классе «А», где закрепиться не удалось и, заняв последнее 11-е место, команда вернулась в класс «Б». Куда удачнее выступила команда дублёров в чемпионате дублёров высшей лиги — 5-е место. На следующий год, заняв 2-е место в своей подгруппе, команда получила возможность опять попробовать силы в классе «А», но на этот раз, хоть она и заняла опять итоговое 2-е место, барьер переходного турнира преодолеть не получилось, так как на этот раз в класс «А» переходила только команда-победитель. В 1955 году было занято 4-е место в зоне. В последующие годы дела у команды шли не так успешно: в 1956 году — 9 место в зоне, в 1957 — 11-е место в зоне, в 1958 — 10-е место в зоне. В 1959 году команда поднялась на 5-е место в своей зоне.

### 1960—1969
В 1960-м в классе «А» была увеличена квота для команд союзных республик, таким образом по воле чиновников вильнюсский «Спартак» снова обрёл право играть с сильнейшими командами СССР. Затем три года подряд команда занимала последние места на предварительных этапах и была вынуждена играть в финальных этапах за право остаться в классе «А». В чемпионатах 1960 и 1961 годов право играть в элите отстоять удалось (дважды 20-е итоговое место среди 22-х команд), а в 1962 году команда покинула высшую лигу, заняв последнее 22-е место в итоговой таблице. Также в 1962 году команда перешла под покровительство республиканского спортивного общества «Жальгирис». С этого года команда носит это название.
В 1963 году снова изменилась структура проведения чемпионатов, и команда стала играть во второй группе класса А (элитная лига называлась первой группой класса «А»), где заняла итоговое 14-е место. В последующие годы команда занимала призовые места (1964 — 3-е, 1965 — 3-е, 1966 — 1-е) в подгруппе на предварительном этапе, которые давали право играть в финальном этапе за право выхода первой группой класса «А», но команду неизменно постигала неудача: в 1964 — итоговое 5-е место (повышение в классе получали команды с 1-е по 4-е места), 1965 — итоговое 10-е место, 1966 — итоговое 2-е место (повышение в классе получала команда-победитель). Потом последовал спад: 1967 — 15-е место в подгруппе, 1968 — 16-е место в подгруппе. И неожиданное первое место в подгруппе на предварительном этапе чемпионата 1969 года, хотя финальный турнир снова не удалось выиграть (итоговое 4-е место в финале за 1-4 места).

### 1970—1982
После неудачи в финальном турнире 1969 года команда попала в полосу неудач — 10-е место в 1970, 20-е место в 1971 году и выбыла во вторую лигу. Играя во второй лиге, лавров не снискала, но и не опускалась в подвал таблицы: 1972 — 5-е место, 1973 — 3-е место, 1974 — 8-е место, 1975 — 1-е место в своей зоне. За выход в первую лигу пришлось играть в переходном турнире, но уже на стадии полуфинала постигла неудача (5-е место в группе из 6-и команд) и с мечтой о первой лиге пришлось распрощаться. В следующем 1976 году было занято почётное 3-е место.
В 1977 году началась эпоха Бениаминаса Зелькявичюса, которая продолжалась с перерывами до июня 1996 года. С именем этого тренера связаны все крупные успехи клуба в своей истории. В 1977 году «Жальгирис» выиграл в своей зоне, удачно прошёл переходный турнир, обыграв в очном противостоянии «Спартак» из Нальчика, и вернулся в первую лигу чемпионата СССР. В первой лиге команда отыграла довольно стабильно. В 1978 году заняла 7-е место, в 1979 повторение прошлогоднего результата — 7-е место. В 1980 случилось падение до 18-го места, но уже в следующем 1981 году 6-е место.
В 1982 году поначалу «Жальгирис» не претендовал на высокие места, но в конце сезона стал лидером и сохранял 1-е место до конца турнира. Завершив две заключительные игры первенства вничью, литовский клуб позволил догнать себя в таблице кишинёвской команде «Нистру». И хотя обе команды проходили в высшую лигу, был назначен дополнительный матч за 1-е место, в котором вильнюсские футболисты одержали победу с минимальным счётом (гол забил Сигитас Якубаускас). Таким образом, выиграв в первый и последний раз чемпионат СССР в первой лиге, «Жальгирис», после 20-летнего перерыва, вернулся в высшую лигу.

### 1983—1989
Взлёт команды пришёлся на 1983 год, на время выхода клуба в высшую лигу СССР и последующие семь блестящих сезонов, вплоть до обретения Литвой независимости. Все эти сезоны клуб завершает в верхней части турнирной таблицы. 
1987 год стал самым успешным в истории команды: «Жальгирис» занял третье место и получил право на участие в Кубке УЕФА в следующем году. С 8 по 19 июля 1987 года «Жальгирис» участвовал в футбольном турнире на Универсиаде как сборная СССР, где одержал убедительную победу. Команда выступала без трёх ведущих игроков — вратаря Вацловаса Юркуса, защитника Сигитаса Якубаускаса и полузащитника, капитана, Альгимантаса Мацкявичюса (все они уже на тот момент имели диплом о высшем образовании и играть на турнире не могли). Спустя несколько дней после окончания турнира Госкомспорт СССР присвоил игрокам, принявшим участие в не менее чем двух матчах (один раз на поле из 16 человек выходил только Квилюнас) на турнире, звания Мастер спорта СССР международного класса. Состав «Жальгириса» на Универсиаде: Калинаускас, Концявичюс, Сукристов, Балтушникас, Бридайтис, Мажейкис, Янонис, Бузмаков, Расюкас, Нарбековас, Тауткус, Иванаускас, Рузгис, Баранаускас, Панкратьев, Квилюнас.
В 1988 году «Жальгирис» вышел из-под опеки одноимённого спортивного общества, основывая профессиональный футбольный клуб. Дебют в еврокубках не удался: после домашней победы 2:0, в Вене местная «Аустрия» взяла реванш — 2:5. В следующем сезоне «Жальгирис» в Кубке УЕФА сначала прошёл шведский «Гётеборг», но затем проиграл югославской «Црвене Звезде».

### 1990—1999
В 1990 году Литва провозгласила независимость, и руководство вильнюсского клуба решило отказаться от участия в чемпионате СССР. Тогда ФИФА по ходатайству Федерации футбола СССР запретила играть литовским клубам и сборной этой страны в международных турнирах. Это продолжалось до 1991 года, когда санкции были сняты, а Литва стала членом ФИФА и УЕФА.
В течение 90-х годов «Жальгирис» являлся одним из лидеров литовского футбола, непосредственно борясь за чемпионство, хотя в еврокубках выбывал уже на начальных стадиях.

### С 2000
С 1999 года выступления команды постепенно ухудшались, в 2002 команда финишировала за пределами первой тройки, а в 2005 вообще в нижней части турнирной таблицы — 8-е место.
В 2006 году владельцем клуба стал литовский предприниматель Вадим Кастуев. В 2008 году он стал официальным президентом клуба. Годовой бюджет команды составлял около 4 миллионов литов (примерно 1,2 миллиона евро). В мае 2008 года Кастуев был арестован в Москве по подозрению в вымогательстве. С тех пор футболисты перестали получать зарплату, но администрация «Жальгириса» объявила, что команда не продаётся. Также игрокам было сообщено, что клуб не может с ними рассчитаться, бюджет будет значительно сокращён, а они могут подыскивать себе новые команды. После этого заявления из команды ушли около десятка футболистов.
В сложившейся ситуации помощь клубу предложила мэрия Вильнюса. О возможной финансовой помощи также заявил президент Федерации футбола Литвы Лютаурас Варанавичюс.
Из-за финансовых проблем переведён в первую лигу, но и там из-за финансовых проблем не получил лицензии.
Традиции клуба в 2009 году в I Лиге (второй по силе дивизион Литвы) продолжил клуб Вильнюсское городское футбольное общество «Жальгирис» (лит. Vilniaus miesto futbolo draugija "Žalgiris"). В сезоне-2009 клуб занял в первой лиге 6-е место из 7 команд. Несмотря на это, футбольное руководство страны предоставило клубу право выступать в сезоне-2010 в высшем дивизионе, учитывая «исключительные обстоятельства и спортивные заслуги клуба».

## Ультрас
Группировка фанатов «Жальгириса» называется Pietų IV (Юг 4) по названию сектора, на котором в начале 80-х стали собираться активные болельщики команды. Члены Pietų IV поддерживают команду во время каждой игры в Литве и Европе. Pietų IV является лидером, как в количественном, так и в качественном отношении организованной поддержки в странах Балтии.
Датой образования Pietų IV считается октябрь 1985 года. Поклонники помогли «Жальгирису» пережить финансовый кризис. В тяжёлый период именно Pietų IV организуют различные мероприятия и собирают деньги для того, чтобы команда не прекратила существование. Pietų IV и менеджеры клуба вместе являются учредителями «Жальгириса».
Друзьями в Литве являются ультрас клуба «Атлантас (Клайпеда)» (Vakarų Frontas), что переводится, как Западный Фронт.
Враги это фанаты клубов «Каунас», «Экранас» и другие.
Друзьями ещё с советских времен являются фанаты клубов «Динамо (Киев)», «Днепр (Днепр)», «Карпаты (Львов)». Есть дружба с польскими ультрас, а именно с клубами ЛКС (Лодзь) и «Лехия (Гданьск)». Друзьями являются фанаты клуба «Гомель». Так же друзьями являются фанаты тбилисского «Динамо».
Плохие взаимоотношения ещё со времён СССР были с фанатами московского «Спартака» и другими московскими клубами.

## Достижения

### СССР
- Чемпионат СССР
  - Бронзовый призёр: 1987
- Первая лига СССР
  - Победитель: 1982
  - Серебряный призёр (3): 1952, 1954, 1966
- Кубок СССР
  - Полуфиналист: 1987/88
- Кубок Федерации СССР
  - Полуфиналист: 1987

### Литва
- Чемпионат Литвы
  - Чемпион (11): 1991, 1991/92, 1998/99, 2013, 2014, 2015, 2016, 2020, 2021, 2022, 2024
  - Серебряный призёр (13): 1992/93, 1993/94, 1994/95, 1996/97, 1997/98, 1999, 2000, 2011, 2012, 2017, 2018, 2019, 2023
  - Бронзовый призёр (4): 1990, 1995/96, 2001, 2010
- Кубок Литвы
  - Обладатель (14, рекорд): 1991, 1992/93, 1993/94, 1996/97, 2003, 2011/12, 2012/13, 2013/14, 2014/15, 2015/16, 2016, 2018, 2021, 2022
  - Финалист (6): 1990, 1992, 1995, 2000, 2001, 2017
- Суперкубок Литвы
  - Обладатель (9, рекорд): 2003, 2013, 2014, 2015, 2016, 2017, 2020, 2023, 2025

### Другие турниры
- Балтийская лига
  - Чемпион: 1990
- Всемирная Универсиада
  - Победитель: 1987

## Статистика выступлений с сезона 1991/1992
2009

| Сезон   | Ранг   | Турнир | Место | И  | В  | Н  | П  | ГЗ  | ГП | Очки |
| ------- | ------ | ------ | ----- | -- | -- | -- | -- | --- | -- | ---- |
| 1991/92 | 1      | A лига | 1     | 25 | 17 | 5  | 3  | 39  | 11 | 39   |
| 1992/93 | 1      | A лига | 2     | 27 | 18 | 7  | 2  | 54  | 13 | 43   |
| 1993/94 | 1      | A лига | 2     | 22 | 17 | 3  | 2  | 57  | 13 | 37   |
| 1994/95 | 1      | A лига | 2     | 22 | 17 | 2  | 3  | 61  | 14 | 36   |
| 1995/96 | 1      | A лига | 3     | 28 | 22 | 4  | 2  | 106 | 22 | 50   |
| 1996/97 | 1      | A лига | 2     | 28 | 17 | 5  | 6  | 56  | 19 | 56   |
| 1997/98 | 1      | A лига | 2     | 30 | 24 | 5  | 1  | 84  | 10 | 77   |
| 1998/99 | 1      | A лига | 1     | 23 | 18 | 5  | 0  | 68  | 8  | 59   |
| 1999    | 1      | A лига | 2     | 18 | 10 | 6  | 2  | 33  | 9  | 36   |
| 2000    | 1      | A лига | 2     | 36 | 25 | 8  | 3  | 108 | 28 | 83   |
| 2001    | 1      | A лига | 3     | 36 | 20 | 9  | 7  | 64  | 39 | 69   |
| 2002    | 1      | A лига | 4     | 32 | 12 | 11 | 9  | 46  | 37 | 47   |
| 2003    | 1      | A лига | 4     | 28 | 9  | 7  | 12 | 37  | 37 | 34   |
| 2004    | 1      | A лига | 4     | 28 | 10 | 7  | 11 | 32  | 38 | 37   |
| 2005    | 1      | A лига | 8     | 36 | 11 | 8  | 17 | 40  | 52 | 41   |
| 2006    | 1      | A лига | 4     | 36 | 14 | 12 | 10 | 52  | 39 | 54   |
| 2007    | 1      | A лига | 4     | 36 | 18 | 10 | 8  | 64  | 34 | 64   |
| 2008    | 1      | A лига | 5     | 28 | 6  | 10 | 12 | 27  | 41 | 28   |
| 2       | I лига | 6      | 24    | 7  | 5  | 12 | 27 | 35  | 26 |      |
| 2010    | 1      | A лига | 3     | 27 | 16 | 8  | 3  | 47  | 16 | 56   |
| 2011    | 1      | A лига | 2     | 33 | 22 | 6  | 5  | 56  | 17 | 72   |
| 2012    | 1      | A лига | 2     | 36 | 27 | 6  | 3  | 80  | 22 | 87   |
| 2013    | 1      | A лига | 1     | 32 | 22 | 7  | 3  | 77  | 19 | 73   |
| 2014    | 1      | A лига | 1     | 36 | 25 | 9  | 2  | 92  | 17 | 84   |
| 2015    | 1      | A лига | 1     | 36 | 31 | 1  | 4  | 104 | 25 | 94   |
| 2016    | 1      | A лига | 1     | 33 | 24 | 4  | 5  | 74  | 29 | 76   |
| 2017    | 1      | A лига | 2     | 33 | 20 | 7  | 6  | 62  | 31 | 67   |
| 2018    | 1      | A лига | 2     | 33 | 23 | 6  | 4  | 70  | 23 | 75   |
| 2019    | 1      | A лига | 2     | 33 | 24 | 2  | 7  | 79  | 29 | 74   |
| 2020    | 1      | A лига | 1     | 20 | 14 | 3  | 3  | 42  | 14 | 45   |
| 2021    | 1      | A лига | 1     | 36 | 23 | 10 | 3  | 76  | 28 | 79   |
| 2022    | 1      | A лига | 1     | 36 | 26 | 6  | 4  | 85  | 27 | 84   |
| 2023    | 1      | A лига | 2     | 36 | 23 | 6  | 7  | 67  | 28 | 75   |
| 2024    | 1      | A лига | 1     | 36 | 24 | 7  | 5  | 76  | 31 | 79   |

## Выступления в еврокубках
| Сезон   | Турнир                   | Раунд                           | Соперник | Дома | В гостях | Общий счёт                                                                                                   | |
| ------- | ------------------------ | ------------------------------- | --- | --- | --- | --- | --- |
| 1988/89 | Кубок УЕФА               | Первый раунд                    | Аустрия (Вена)                                                                                               | 2:0 | 2:5 | 4:5 | |
| 1989/90 | Кубок УЕФА               | Первый раунд                    | Гётеборг | 2:0 | 0:1 | 2:1 | |
| 1989/90 | Кубок УЕФА               | Второй раунд                    | Црвена звезда                                                                                                | 0:1 | 1:4 | 1:5 | |
| 1990/91 | Кубок УЕФА               | Первый раунд                    | В связи с выходом из чемпионата СССР литовских команд место «Жальгириса» в Кубке УЕФА досталось «Черноморцу» | В связи с выходом из чемпионата СССР литовских команд место «Жальгириса» в Кубке УЕФА досталось «Черноморцу» | В связи с выходом из чемпионата СССР литовских команд место «Жальгириса» в Кубке УЕФА досталось «Черноморцу» | В связи с выходом из чемпионата СССР литовских команд место «Жальгириса» в Кубке УЕФА досталось «Черноморцу» | В связи с выходом из чемпионата СССР литовских команд место «Жальгириса» в Кубке УЕФА досталось «Черноморцу» |
| 1992/93 | Лига чемпионов УЕФА      | Первый раунд                    | ПСВ | 0:2 | 0:6 | 0:8 | |
| 1993/94 | Кубок обладателей кубков | Предварительный раунд           | Кошице | 0:1 | 1:2 | 1:3 | |
| 1994/95 | Кубок обладателей кубков | Предварительный раунд           | Барри Таун                                                                                                   | 6:0 | 1:0 | 7:0 | |
| 1994/95 | Кубок обладателей кубков | Первый раунд                    | Фейеноорд | 1:1 | 1:2 | 2:3 | |
| 1995/96 | Кубок обладателей кубков | Предварительный раунд           | Мура | 2:0 | 1:2 | 3:2 | |
| 1995/96 | Кубок обладателей кубков | Первый раунд                    | Трабзонспор                                                                                                  | 2:2 | 0:1 | 2:3 | |
| 1996/97 | Кубок УЕФА               | Предварительный раунд           | Крузейдерс                                                                                                   | 2:0 | 1:2 | 3:2 | |
| 1996/97 | Кубок УЕФА               | Квалификационный раунд          | Абердин | 1:4 | 3:1 | 4:5 | |
| 1997/98 | Кубок обладателей кубков | Предварительный раунд           | Хапоэль (Беэр-Шева)                                                                                          | 0:0 | 1:2 (д) | 1:2 | |
| 1998/99 | Кубок УЕФА               | Первый отборочный раунд         | Акранес | 1:0 | 2:3 | 3:3 (г) | |
| 1998/99 | Кубок УЕФА               | Второй отборочный раунд         | Бранн | 0:0 | 0:1 | 0:1 | |
| 1999/00 | Лига чемпионов УЕФА      | Первый отборочный раунд         | Цемент | 2:0 | 3:0 | 5:0 | |
| 1999/00 | Лига чемпионов УЕФА      | Второй отборочный раунд         | Динамо (Киев)                                                                                                | 0:1 | 0:2 | 0:3 | |
| 2000/01 | Кубок УЕФА               | Предварительный раунд           | Рух (Хожув)                                                                                                  | 2:1 | 0:6 | 2:7 | |
| 2001/02 | Кубок УЕФА               | Предварительный раунд           | Маккаби (Тель-Авив)                                                                                          | 0:1 | 0:6 | 0:7 | |
| 2002    | Кубок Интертото          | Первый раунд                    | Гонвед | 0:0 | 1:0 | 1:0 | |
| 2002    | Кубок Интертото          | Второй раунд                    | Сошо | 1:2 | 0:2 | 1:4 | |
| 2003    | Кубок Интертото          | Первый раунд                    | Эргрюте | 1:1 | 0:3 | 1:4 | |
| 2004/05 | Кубок УЕФА               | Первый отборочный раунд         | Портадаун | 2:0 | 2:2 | 4:2 | |
| 2004/05 | Кубок УЕФА               | Второй отборочный раунд         | Ольборг | 1:3 | 0:0 | 1:3 | |
| 2005    | Кубок Интертото          | Первый раунд                    | Лисберн Дистиллери                                                                                           | 1:0 | 1:0 | 2:0 | |
| 2005    | Кубок Интертото          | Второй раунд                    | Динабург | 2:0 | 1:2 | 3:2 | |
| 2005    | Кубок Интертото          | Третий раунд                    | Эгалео | 2:3 | 3:1 | 5:4 | |
| 2005    | Кубок Интертото          | Полуфиналы                      | ЧФР Клуж | 1:2 | 1:5 | 2:7 | |
| 2012/13 | Лига Европы УЕФА         | Второй отборочный раунд         | Адмира Ваккер                                                                                                | 1:1 | 1:5 | 2:6 | |
| 2013/14 | Лига Европы УЕФА         | Первый отборочный раунд         | Сент-Патрикс Атлетик                                                                                         | 2:2 | 2:1 | 4:3 | |
| 2013/14 | Лига Европы УЕФА         | Второй отборочный раунд         | Пюник Ереван                                                                                                 | 2:0 | 1:1 | 3:1 | |
| 2013/14 | Лига Европы УЕФА         | Третий отборочный раунд         | Лех | 1:0 | 1:2 | 2:2 (г) | |
| 2013/14 | Лига Европы УЕФА         | Плей-офф раунд                  | Ред Булл (Зальцбург)                                                                                         | 0:2 | 0:5 | 0:7 | |
| 2014/15 | Лига чемпионов УЕФА      | Второй отборочный раунд         | Динамо (Загреб)                                                                                              | 0:2 | 0:2 | 0:4 | |
| 2015/16 | Лига чемпионов УЕФА      | Второй отборочный раунд         | Мальмё | 0:1 | 0:0 | 0:1 | |
| 2016/17 | Лига чемпионов УЕФА      | Второй отборочный раунд         | Астана | 0:0 | 1:2 | 1:2 | |
| 2017/18 | Лига чемпионов УЕФА      | Второй отборочный раунд         | Лудогорец | 2:1 | 1:4 | 3:5 | |
| 2018/19 | Лига Европы УЕФА         | Первый квалификационный раунд   | КИ Клаксвик                                                                                                  | 1:1 | 2:1 | 3:2 | |
| 2018/19 | Лига Европы УЕФА         | Второй квалификационный раунд   | Вадуц | 1:0 | 1:1 | 2:1 | |
| 2018/19 | Лига Европы УЕФА         | Третий квалификационный раунд   | Севилья | 0:5 | 0:1 | 0:6 | |
| 2019/20 | Лига Европы УЕФА         | Первый квалификационный раунд   | Гонвед | 1:1 | 1:3 | 2:4 | |
| 2020/21 | Лига Европы УЕФА         | Первый квалификационный раунд   | Пайде | 2:0 (дома)                                                                                                   | 2:0 (дома)                                                                                                   | 2:0 (дома)                                                                                                   | |
| 2020/21 | Лига Европы УЕФА         | Второй квалификационный раунд   | Будё-Глимт                                                                                                   | 1:3 (в гостях)                                                                                               | 1:3 (в гостях)                                                                                               | 1:3 (в гостях)                                                                                               | |
| 2021/22 | Лига чемпионов УЕФА      | Первый квалификационный раунд   | Линфилд | 3:1 | 2:1 | 5:2 | |
| 2021/22 | Лига чемпионов УЕФА      | Второй квалификационный раунд   | Ференцварош                                                                                                  | 1:3 | 0:2 | 1:5 | |
| 2021/22 | Лига Европы УЕФА         | Третий квалификационный раунд   | Мура | 0:1 | 0:0 | 0:1 | |
| 2021/22 | Лига конференций УЕФА    | Плей-офф                        | Будё-Глимт                                                                                                   | 2:2 | 0:1 | 2:3 | |
| 2022/23 | Лига чемпионов УЕФА      | Первый квалификационный раунд   | Балкани | 1:0 (д) | 1:1 | 2:1 | |
| 2022/23 | Лига чемпионов УЕФА      | Второй квалификационный раунд   | Мальмё | 1:0 | 2:0 | 3:0 | |
| 2022/23 | Лига чемпионов УЕФА      | Третий квалификационный раунд   | Будё-Глимт                                                                                                   | 1:1 | 0:5 | 1:6 | |
| 2022/23 | Лига Европы УЕФА         | Раунд плей-офф                  | Лудогорец | 3:3 (д) | 0:1 | 3:4 | |
| 2022/23 | Лига конференций УЕФА    | Группа H                        | Базель | 0:1 | 2:2 | 4-е | |
| 2022/23 | Лига конференций УЕФА    | Группа H                        | Слован (Братислава)                                                                                          | 1:2 | 0:0 | 4-е | |
| 2022/23 | Лига конференций УЕФА    | Группа H                        | Пюник | 2:1 | 0:2 | 4-е | |
| 2023/24 | Лига чемпионов УЕФА      | Первый квалификационный раунд   | Струга | 0:0 | 2:1 | 2:1 | |
| 2023/24 | Лига чемпионов УЕФА      | Второй квалификационный раунд   | Галатасарай                                                                                                  | 2:2 | 0:1 | 2:3 | |
| 2023/24 | Лига Европы УЕФА         | Третий квалификационный раунд   | Хеккен | 1:3 | 0:5 | 1:8 | |
| 2023/24 | Лига конференций УЕФА    | Квалификационный раунд плей-офф | Ференцварош                                                                                                  | 0:4 | 0:3 | 0:7 | |
| 2024/25 | Лига конференций УЕФА    | Первый квалификационный раунд   | ВПС | 1:0 | 2:1 | 3:1 | |
| 2024/25 | Лига конференций УЕФА    | Второй квалификационный раунд   | Пафос | 2:1 | 0:3 (д) | 2:4 | |
| 2025/26 | Лига чемпионов УЕФА      | Первый квалификационный раунд   | Хамрун Спартанс                                                                                              | 2:0 | 0:2 | 2:2, 10:11                                                                                                   | |
| 2025/26 | Лига конференций УЕФА    | Второй квалификационный раунд   | Линфилд | 0:0 | 0:2 | 0:2 | |

## Основной состав
| 1  | Флаг Венесуэлы  | Вр  | Карлос Ольсес     | 2000 |  |  |  |  |  |
| 56 | Флаг Литвы      | Вр  | Йорис Алюконис    | 2006 |  |  |  |  |  |
| 96 | Флаг Румынии    | Вр  | Арпад Тордай      | 1997 |  |  |  |  |  |
|    |                 |     |                   |      |  |  |  |  |  |
| 3  | Флаг Литвы      | Защ | Джюгас Алекса     | 2004 |  |  |  |  |  |
| 5  | Флаг Франции    | Защ | Тома Басила       | 1999 |  |  |  |  |  |
| 19 | Флаг Швеции     | Защ | Мохамед Юла       | 2001 |  |  |  |  |  |
| 25 | Флаг Литвы      | Защ | Витис Павилонис   | 2007 |  |  |  |  |  |
| 26 | Флаг Комор      | Защ | Юнн Заари         | 1998 |  |  |  |  |  |
| 31 | Флаг Нигерии    | Защ | Нельсон Абиам     | 2001 |  |  |  |  |  |
| 41 | Флаг Литвы      | Защ | Мартинас Шеткус   | 2005 |  |  |  |  |  |
| 45 | Флаг Мартиники  | Защ | Жори Муташи       | 1997 |  |  |  |  |  |
| 49 | Флаг Португалии | Защ | Бруно Тавареш     | 2002 |  |  |  |  |  |
| 77 | Флаг Беларуси   | Защ | Юрий Кендыш       | 1990 |  |  |  |  |  |
|    | Флаг Хорватии   | Защ | Петар Босанчич    | 1996 |  |  |  |  |  |
|    | Флаг Черногории | Защ | Василие Раденович | 1994 |  |  |  |  |  |
|    |                 |     |                   |      |  |  |  |  |  |
| 7  | Флаг Комор      | ПЗ  | Кассим Хаджи      | 2000 |  |  |  |  |  |

| 8  | Флаг Швеции        | ПЗ  | Дино Салчинович    | 2001 |  |  |  |  |  |
| 9  | Флаг Литвы         | ПЗ  | Густас Ярусевичюс  | 2003 |  |  |  |  |  |
| 15 | Флаг Ганы          | ПЗ  | Эбенезер Офори     | 1995 |  |  |  |  |  |
| 17 | Флаг Литвы         | ПЗ  | Гедрюс Матулявичюс | 1997 |  |  |  |  |  |
| 22 | Флаг Литвы         | ПЗ  | Овидиюс Вербицкас  | 1993 |  |  |  |  |  |
| 29 | Флаг Литвы         | ПЗ  | Каюс Бичка         | 2004 |  |  |  |  |  |
|    |                    |     |                    |      |  |  |  |  |  |
| 2  | Флаг Кот-д’Ивуара  | Нап | Адама Фофана       | 2001 |  |  |  |  |  |
| 10 | Флаг Бразилии      | Нап | Энрике Девенс      | 1997 |  |  |  |  |  |
| 11 | Флаг Сербии        | Нап | Никола Петкович    | 1996 |  |  |  |  |  |
| 23 | Флаг Южного Судана | Нап | Мачоп Чол          | 1998 |  |  |  |  |  |
| 24 | Флаг Литвы         | Нап | Мотеюс Бурба       | 2003 |  |  |  |  |  |
| 33 | Флаг Литвы         | Нап | Недас Климавичюс   | 2005 |  |  |  |  |  |
| 44 | Флаг Литвы         | Нап | Патрик Матижонок   | 2006 |  |  |  |  |  |
| 71 | Флаг Сербии        | Нап | Неманья Михайлович | 1996 |  |  |  |  |  |
|    | Флаг Румынии       | Нап | Ливиу Антал        | 1989 |  |  |  |  |  |

## Тренеры
- Виктор Яшкявичюс (1947)
- Юрий Цитавичюс (1947—1948)
- Георгий Глазков (1948—1951)
- Андрей Протасов (1951)
- Юрий Ходотов (1952—1953)
- Стасис Пабяржис (1953—1957)
- Витаутас Саунорис (1958—1960)
- Георгий Глазков (1960—1962)
- Серафим Холодков (1963—1965)
- Йонас Вашкялис (1967)
- Зенонас Ганусаускас (1968)
- Альгирдас Восюлис (1969—1971)
- Серафим Холодков (1971—1973)
- Альгирдас Климкявичюс (1974—1976)
- Беньяминас Зелькявичюс (1977—1982)
- Альгимантас Любинскас (1983—1985)
- Беньяминас Зелькявичюс (1985—1991)
- Витаутас Янчяускас (1992)
- Беньяминас Зелькявичюс (1992—1996)
- Евгений Рябов (1996—2003)
- Кястутис Латожа (2004)
- Саулюс Ширмялис (2005)
- Игорь Панкратьев (2006)
- Вячеслав Могильный (2007—2008)
- Миндаугас Чяпас (2008—2009)
- Игорь Панкратьев (2010)
- Виталиюс Станкявичюс (2010—2011)
- Дамир Пе́травич (2012—2013)
- Марек Зуб (2013—2014)
- Валдас Дамбраускас (2015—2017)
- Александр Бразевич (2017, и. о.)
- Аурелиюс Скарбалюс (2017—2018)
- Валдас Урбонас (2018—2019)[9]
- Марек Зуб (2019)
- Алексей Бага (2019—2020)
- Владимир Чебурин (2021—н.в.)